# Дриоп
Дриоп је у грчкој митологији је био краљ Дриопљана који су добили назив по њему.

## Етимологија
Његово име значи „дрво храст“.

## Митологија
Био је син речног бога Сперхеја и данаиде Полидоре, мада се као његов отац помиње Ликаон (вероватно као грешка уместо Аполона), а као мајка Дија, која је сакрила своју бебу у шупљи храст. Асињани у Месенији су га обожавали као хероја, односно као Аполоновог сина и славили празник њему у част сваке друге године. Изградили су му храм у коме се налазила његова архаична статуа. Према Паусанији, овај храм се налазио поред Аполоновог. Такође, постојали су и новчићи са његовим ликом. Веровало се да је у току своје владавине освојио краљевину која се протезала од реке Сперхеј и Термопила до планине Парнас. Према аркадијском миту, он је постао наследник свог деде Ликаона, а његову кћерку Дриопу је волео Хермес са којим је имала сина Пана. Према тесалском миту, његову кћерку је волео Аполон и она је са њим имала Амфису.

## Други ликови
Хомер и други аутори наводе још неке личности са овим именом, од којих је један Пријамов син кога је убио Ахил.